# Limnothalasses Stenon Lefkadas (Palionis - Avlimon) Kai Alykes Lefkadas
Limnothalasses Stenon Lefkadas (Palionis - Avlimon) Kai Alykes Lefkadas este o arie protejată (arie specială de conservare — SAC, sit de importanță comunitară — SCI, arie de protecție specială avifaunistică — SPA) din Grecia întinsă pe o suprafață de 2.120,68 ha, integral pe uscat.

## Localizare
Centrul sitului Limnothalasses Stenon Lefkadas (Palionis - Avlimon) Kai Alykes Lefkadas este situat la coordonatele 38°50′13″N 20°43′14″E / 38.837056°N 20.720628°E.

## Înființare
Situl Limnothalasses Stenon Lefkadas (Palionis - Avlimon) Kai Alykes Lefkadas a fost declarat sit de importanță comunitară în aprilie 1997 pentru a proteja 57 de specii de animale. Alte tipuri de protecție:
- arie de protecție specială avifaunistică (în octombrie 2002)[3]
- arie specială de conservare (în martie 2011)[2][4][5]

## Biodiversitate
Situată în ecoregiunile marină mediteraneană și mediteraneană, aria protejată conține 8 habitate naturale: Lagune de coastă, Faleze cu vegetație de Limonium spp. endemic de pe coastele mediteraneene, Salicornia și alte specii anuale care populează regiunile mlăștinoase și nisipoase, Pășuni mediteraneene udate de apa mării (Juncetalia maritimi), Tufărișuri halofile mediteraneene și termo-atlantice (Sarcocornetea fruticosi), Dune mobile cu vegetație embrionară, Pajiști umede mediteraneene cu ierburi înalte de Molinio-Holoschoenion, Păduri de Olea și Ceratonia.
La baza desemnării sitului se află mai multe specii protejate:
- păsări (49): fluierar de munte (Actitis hypoleucos), rață sulițar (Anas acuta), rață pitică (Anas crecca), rață mare (Anas platyrhynchos), fâsă-de-câmp (Anthus campestris), lăstunul mare (Apus apus), stârc cenușiu (Ardea cinerea), rață-cu-cap-castaniu (Aythya ferina), șorecarul comun (Buteo buteo), ciocârlie-cu-degete-scurte (Calandrella brachydactyla), Calidris alba, fugaci de țărm (Calidris alpina), fugaci roșcat (Calidris ferruginea), fugaci mic (Calidris minuta), fugaci pitic (Calidris temminckii), prundăraș de sărătură (Charadrius alexandrinus), prundaș gulerat mare (Charadrius hiaticula), prepeliță (Coturnix coturnix), cristeiul de câmp (Crex crex), lebădă de iarnă (Cygnus cygnus), lebădă de vară (Cygnus olor), lăstun de casă (Delichon urbicum), egretă mică (Egretta garzetta), șoim călător (Falco peregrinus), lișiță (Fulica atra), becațină comună (Gallinago gallinago), piciorong (Himantopus himantopus), rândunică (Hirundo rustica), pescăruș râzător (Larus ridibundus), sitar de mâl (Limosa limosa), rață fluierătoare (Mareca penelope), Mergus serrator, cormoran mic (Microcarbo pygmaeus), codobatura galbenă (Motacilla flava), Numenius arquata arquata, vrabie negricioasă (Passer hispaniolensis), Phalacrocorax carbo sinensis, flamingo roz (Phoenicopterus roseus), ploier argintiu (Pluvialis squatarola), corcodel mare (Podiceps cristatus), corcodel-cu-gât-negru (Podiceps nigricollis), Spatula clypeata, chiră de baltă (Sterna hirundo), fluierar negru (Tringa erythropus), fluierar de mlaștină (Tringa glareola), fluierar cu picioare verzi (Tringa nebularia), fluierarul de zăvoi (Tringa ochropus), fluierar de lac (Tringa stagnatilis), fluierarul cu picioare roșii (Tringa totanus)
- mamifere (1): vidră de râu (Lutra lutra)
- pești (2): Aphanius fasciatus, Pelasgus stymphalicus
- reptile (5): Chelonia mydas, șarpele cu patru dungi (Elaphe quatuorlineata), țestoasa de baltă (Emys orbicularis), Mauremys rivulata, Testudo marginata

Pe lângă speciile protejate, pe teritoriul sitului au mai fost identificate 2 specii de păsări, 4 specii de amfibieni, 1 specie de mamifere, 1 specie de pești, 9 specii de reptile.